# Jia Xiuquan
Jia Xiuquan (traditioneel Chinees: 賈秀全, hanyu pinyin: Jiǎ Xiùquán) (Dalian, 9 november 1963) is een Chinees voormalig voetballer. Na zijn spelerscarrière werd Jia trainer en leidde hij onder meer het olympisch elftal, Shanghai Shenhua en Henan Jianye. Bij laatstgenoemde club werd hij in juni 2017 na drie jaar ontslagen.

## Clubcarrière
Jia speelde tussen 1980 en 1993 voor Bayi, Partizan, PDRM FA en Gamba Osaka. Met Bayi, waar hij het grootste deel van zijn carrière speelde, won hij tweemaal het Chinees landskampioenschap. De Chinese voetbalbond riep hem driemaal uit tot beste speler van de competitie: in 1983, 1984 en in 1986. In zijn enige seizoen bij Partizan (1988/89) won Jia met zijn club de Joegoslavische voetbalbeker. De laatste twee seizoenen van zijn carrière bracht hij door in Osaka, waar geen prijzen werden gewonnen.

## Interlandcarrière
In 1983 debuteerde Jia in het Chinees voetbalelftal en speelde in negen jaar tijd vijfenvijftig interlands, waarin hij negen doelpunten maakte. In 1984 nam hij met China deel aan het Aziatisch kampioenschap, waar China de finale bereikte (2–0 verlies van Saoedi-Arabië). Na afloop van het toernooi werd Jia uitgeroepen tot speler van het toernooi. Hij vertegenwoordigde China ook bij de Olympische Spelen in 1988.